# Ilha Brasileira
Ilha Brasileira (em castelhano:  Isla Brasilera) é uma pequena ilha fluvial localizada na foz do rio Quaraí, em uma área de tríplice fronteira, entre os municípios de Barra do Quaraí, no Brasil, Monte Caseros, na Argentina, e Bella Unión, no Uruguai. A ilha tem, aproximadamente, 4 quilômetros de extensão por 0,8 quilômetro de largura, com área total de 2,75 km². 
Administrativamente, a ilha pertence ao município brasileiro de Barra do Quaraí, localizado no Rio Grande do Sul. É reclamada há mais de um século pelo Uruguai. Porém, nenhum dos países mostrou interesse ativamente pela ilha.
Similarmente à outra disputa territorial envolvendo o Brasil e o Uruguai, relacionado a um setor denominado Rincão de Artigas, a existência de tal disputa não atrapalha as atuais negociações econômicas e diplomáticas entre os dois países.

## População
Entre 1964 e 2011, a ilha tinha apenas uma casa e um morador, um fazendeiro brasileiro chamado José Jorge Daniel, o qual faleceu no ano de 2011, aos 95 anos de idade.
Daniel foi um ex-empregado de uma das fazendas do 24° presidente do Brasil, João Goulart. Ele decidiu morar na ilha após o mandatário ter sido deposto de seu cargo em 1964.
Pouco tempo antes de sua morte, José Daniel abandonou o local devido ao seu estado de saúde, indo se tratar na casa de uma filha, na cidade gaúcha de Uruguaiana. "Seu Zeca - o guardião da Ilha Brasileira", como era conhecido por todo o estado do Rio Grande do Sul, foi o último habitante da ilha. No local onde ficava a casa de José Jorge Daniel, foi erigida uma cruz de  5 metros de altura, feita em madeira de eucalipto.
Atualmente a Ilha Brasileira encontra-se desabitada. Localmente, existem projetos objetivando torná-la uma reserva ambiental municipal.

## Disputa territorial

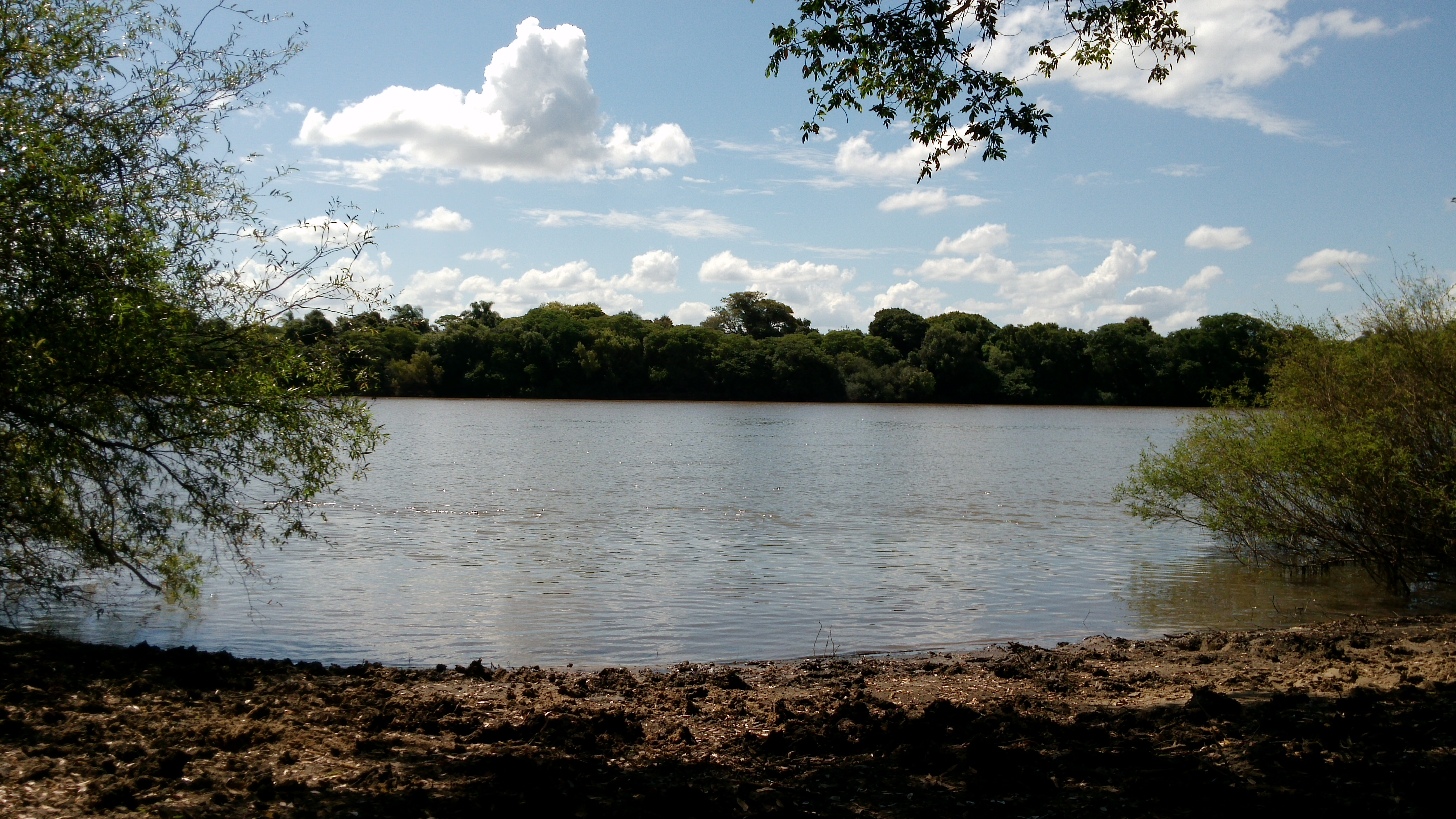
Rio Uruguai com a Ilha Brasileira ao fundo

Desde a década de 1930 a Ilha Brasileira tem sido alvo de contestação territorial  por parte do governo uruguaio, o qual alega que o Brasil ocupou indevidamente o território desta ilha.
Embora as fronteiras entre os dois países tenham sido claramente definidas em um tratado firmado em 1851, à partir dos anos 1930 o Uruguai passou a ter uma interpretação distinta da acordada na ocasião da elaboração do tratado.
O texto do tratado menciona que os limites entre ambos os países seriam demarcados pelo Rio Quaraí, "pertencendo ao Brasil a ilha ou ilhas que se acham na embocadura do dito rio Quaraí no Uruguai".
Contudo, em 8 de setembro de 1940, após a ratificação da Convenção Complementar de Limites entre Brasil e Argentina, o governo uruguaio apresentou uma nota de reserva ao tratado perante as chancelarias de ambos os países, afirmando que a ilha não se localizaria na confluência (embocadura) dos rios Quaraí e Uruguai, mas sim que ela estava a jusante de tal ponto, pertencendo portanto ao Uruguai.
Em 1974, o governo do Uruguai estabeleceu um decreto determinando que os mapas oficiais produzidos no país passassem a assinalar como "limite contestado" a ilha localizada na foz do rio Quaraí. Embora múltiplas notas de questionamentos já tenham sido submetidas pela República do Uruguai, o Brasil nunca deu uma resposta oficial sobre esta contestação.
Em resposta a uma indagação efetuada pela imprensa em janeiro de 2022, na qual foi abordada a situação em relação à disputa pela propriedade desta ilha, o Itamaraty afirmou que "o tema não faz parte da agenda bilateral do Brasil com o Uruguai".
Embora mencione a existência de controvérsias em relação à delimitação territorial, o Instituto Brasileiro de Geografia e Estatística (IBGE) estabelece em seu site oficial que "pertence hoje a Quaraí a chamada Ilha Brasileira, uma ilha fluvial com uma área aproximada de 200 hectares localizada na foz do Rio Quaraí".

## Desastre ecológico de agosto de 2009
Em agosto de 2009, um incêndio de grandes proporções destruiu 40% da vegetação nativa que ocupava toda a extensão da ilha. Na mesma ocasião, o Parque do Espinilho, em Barra do Quaraí, também pegou fogo e a polícia local suspeita que ambos os episódios estejam correlacionados, se tratando de incêndios criminosos feitos pelos mesmos autores.
Havia apenas um morador na ilha, que não estava lá no momento do incêndio nem teve a casa queimada. A ilha tem flora e fauna de significativa importância para a conservação. Durante o episódio, o incêndio destruiu cerca de 90 hectares de mata nativa da ilha.
Com o objetivo de mitigar os impactos decorrentes da grande destruição ambiental causada por este incêndio, uma ação de reflorestamento foi empreendida por uma ONG local, a qual promoveu o plantio de 10 mil mudas de árvores nativas na área afetada.